# جائزة أفضل لاعب كندي تحت 17 سنة
جائزة أفضل لاعب كندي تحت 17 سنة هي جائزة تُمنح لأفضل لاعبي كرة القدم تحت 17 سنة من الذكور والإناث في كندا تقديراً لإنجازاتهم مع كل من منتخباتهم الوطنية ونواديهم. منذ عام 2007، تم إجراء التصويت من قبل مدربين كنديين. تم إيقاف الجائزة بعد موسم 2017.

## قائمة الفائزون
- 2017: ألفونسو ديفيس & جوردين هيتيما[1]
- 2016: ألفونسو ديفيس & ديين روز[2]
- 2015: كادن تشونغ & كينيدي فولنور[3]
- 2014: بالو جيان-يفس تابالا & جيسي فليمينغ[4]
- 2013: ماركو كاردوتشي & سورا ياكا[5]
- 2012: ماركو كاردوتشي & أشلي لورانس[6]
- 2011: برايس ألدرسون & أشلي لورانس[7]
- 2010: برايس ألدرسون & دايموند سيمبسون[8]
- 2009: روسيل تايبيرت & أبيجيل رايمر[9]
- 2008: روسيل تايبيرت & مونيكا لام فايست[10]
- 2007: أوليفييه لاكوست ليبويس & مونيكا لام فايست[11]